# Hammerschmidt-Getriebekurbel
Das Hammerschmidt-System ist eine Tretlagerschaltung für Fahrräder, die von dem US-amerikanischen Unternehmen SRAM entwickelt und 2008 vorgestellt wurde. Sie basiert auf dem klassischen Prinzip eines Planetengetriebes, wie es seit Jahrzehnten zum Beispiel in Nabenschaltungen verbaut wird.
Der kleinere Gang ist 1:1 übersetzt, dabei ist die Kurbel direkt an das Kettenblatt mit 22 oder 24 Zähnen gekoppelt. Erst im sogenannten „Overdrive“-Modus kommt das Getriebe zum Einsatz. Das „Sonnenrad“ ist jetzt fest mit dem Rahmen verbunden. Durch die Dimensionierung des Sonnenrades und der kleinen „Planetenräder“ wird die Übersetzung bestimmt.
Die Planetenräder treiben über das „Hohlrad“ das Kettenblatt an, das sich wahlweise 1,6-mal oder 0,6-mal so schnell dreht wie die Kurbel. Aktiviert wird die Schaltung mit dem ersten Sperrklinkensystem, das per Bowdenzug bewegt wird und das Sonnenrad mit dem Rahmen verbindet. Im 1:1-Modus dreht sich das Sonnenrad mit. Das zweite Sperrklinkensystem außen am Sonnenrad entsperrt beim Rückwärtstreten und erlaubt der Kette, sich mit zu drehen. Bei der Montage flanscht man die Getriebeeinheit mit drei Schrauben an die sogenannte ISCG-Kettenführungsaufnahme am Rahmen. Im Overdrive-Modus wird das Drehmoment über diese Verbindung in den Rahmen abgeleitet.
Ziel dieses Antriebes ist es, den Umwerfer für All-Mountain-Bikes und Freerider abzuschaffen.
Eine ähnliche Tretlagerschaltung gibt es bereits seit einigen Jahren vom Schweizer Unternehmen Schlumpf innovations, diese wird allerdings mit dem Fuß geschaltet, benötigt dafür aber keine ISCG-Kettenführungsaufnahme am Rahmen.